# Park T’ae-sun
Park T’ae-sun (* 8. Mai 1942 in Sinch’ŏn, Hwanghae-do; † 30. August 2019) war ein südkoreanischer Schriftsteller.

## Leben
Park T’ae-sun machte seinen Abschluss in Englischer Literatur an der Seoul National University. Er war ein Mitglied der sogenannten Generation des 19. April, einer Gruppe von Schriftstellern, die in den 1960er Jahren ins Rampenlicht trat. Ihre Werke reflektieren die Werte der April-Revolution von 1960: individuelle Freiheit, demokratische Ideale und soziale Gerechtigkeit. 
Parks grundlegende Themen waren die Sitten und Gebräuche, die mit modernem, urbanem Leben assoziiert werden und gegenüber welchen er einen kritischen Standpunkt einnahm. Sein bekanntestes Werk ist eine Sammlung von Kurzgeschichten, die in den Slums in einem der Randdistrikte Seouls spielen. Die erste Kurzgeschichte ist Auf einem Hügel dieses geliebten Landes (정든 땅 언덕 위). Die Bewohner des Distrikts besitzen nicht die notwendige ökonomische Grundlage für das Leben in der Stadt, das Landleben ist ihnen jedoch auch fremd, so dass man sie als Grenzgänger bezeichnen kann, die darum kämpfen müssen, ihre materielle Existenz wie auch ihre Identität nicht zu verlieren. Durch die Darstellung ihrer Entfremdung bietet Park eine ungetrübte Sicht der rapiden Urbanisierung, die ohne Rücksicht auf eine ausgeglichene Entwicklung und Ehrfurcht vor dem Leben verfolgt wurde. 
Parks Kritik an der städtischen Kultur ist auch in Die Geschwister des Herrn Tan (단 씨의 형제들) sichtbar. Das Werk enthüllt, wie das städtische Leben den Sinn für Gastfreundschaft und Mitgefühl untergräbt, bis der einzige Sinn für Gemeinschaft nur noch im engen Familienkreis zu finden ist. Die Anerkennung der individuellen Stärke, um das Elend zu überwinden, ist das, was Parks bedrückende Darstellung der ökonomisch Entmachteten so attraktiv macht. Mit einem Ohr für Umgangssprache und regionale Sprachmerkmale skizziert er auf herzerwärmende und sympathische Weise das Leben von Menschen, die sich am Rand der Gesellschaft befinden.

## Arbeiten (Auswahl)

### Koreanisch
- 연애 Liebe (1966)
- 삼두마차 Dreispännige Kutsche (1968)
- 무너진 극장 Die Ruine des Theaters (1968)
- 낮에 나온 반달 Halbmond am Mittag (1969)
- 독재자의 아내 Die Frau des Diktators (1970)
- 어떤 외출 Ein Ausflug (1971)
- 실금 Inkontinenz (1977)
- 가슴 속에 남아 있는 미처 하지 못한 말 Worte, die im Herzen zurückblieben (1977)
- 어제 불던 바람 Der Wind von gestern (1979)
- 정선 아리랑 Chŏngsŏn Arirang (1974)
- 국토와 민중 Das Land und die Menschen (1983)

## Auszeichnungen
- 1964 – 신동엽창작문기금 (Sin Tong-yŏp Romanfond)
- 1964 – 사상계 신인상 (Sasanggye-Preis für Nachwuchsautoren)
- 1988 – 한국일보 문학상 (Hanguk Ilbo Literaturpreis)
- 1998 – 제15회 요산문학상 (Yosan Literaturpreis)
- 2000 – 21세기 문학상 (Literaturpreis des 21. Jahrhunderts)
- 2009 – 제23회 단재상 (Tanjae Preis)